# Центральноамериканские рыбоядные хомяки
Центральноамериканские рыбоядные хомяки   (Rheomys) — это род специализированных хомяков из подсемейства Sigmodontinae, обитающих в Центральной Америке. В род включают четыре вида.
Центральноамериканские рыбоядные хомяки отлично приспособлены к водному образу жизни благодаря своему обтекаемому телу и маленьким ушам. Глаза маленькие, а ноздри могут плотно закрываться при нырянии. Задние лапы увеличены, пальцы перепончатые, хвост уплощён. Длина тела этих животных достигает  9—14 сантиметров, хвоста от 9 до 17 сантиметров. Мех у них короткий и густой, сверху он темно-коричневый, брюхо беловатое.
Обитают эти животные в Центральной Америке, их ареал простирается от южной Мексики до Панамы. Их среда обитания — тропические леса, где они держатся на берегах рек.
Они ищут пищу в воде и питаются рыбой, водными насекомыми, улитками и другими мелкими животными.
Известны четыре вида:
- Мексиканский рыбоядный хомяк (Rheomys mexicanus)[1] известен только из мексиканского штата Оахака.
- Панамский рыбоядный хомяк (Rheomys raptor)[1] обитает в Коста-Рике и Панаме.
- Рыбоядный хомяк Томаса (Rheomys thomasi)[1] широко распространен от юга Мексики до Сальвадора.
- Хомяк Ундервуда (Rheomys underwoodi)[1] встречается в Коста-Рике и западной Панаме.

Все четыре вида имеют небольшие ареалы и находятся под угрозой исчезновения из-за разрушения среды их обитания. МСОП причисляет только R. mexicanus к видам, находящимся под угрозой исчезновения, но, вероятно, эта информация устарела.